# Patricia Guerra
Pour les articles homonymes, voir Guerra.
Patricia Guerra Cabrera, née le 21 juillet 1965 à Las Palmas de Gran Canaria (Espagne), est une skipper espagnole.

## Biographie
Patricia Guerra remporte la médaille d'or en 470  aux Jeux olympiques d'été de 1992 avec Theresa Zabell.